# جلم ماء فاحم
جلم ماء فاحم يسمى أيضا جلم ماء أسحم (الاسم العلمي: Puffinus  griseus) (بالإنجليزية: Sooty  Shearwater)‏ هو طائر ينتمي إلى طيور بترل (فصيلة: Procellariidae).